# Пам'ятники Маріуполя

## Сучасні
| Назва                                                                                   | Фото | Розташування                                                         | Рік встановлення | Короткі відомості |
| Композиція «Металург»                                                                   |      | біля в'їзду в місто в Кальміуському районі                           |                  | Скульптура металурга із ливарною ложкою. На стелах, що стоять поруч, дата народження міста, зображення ордена Трудового Червоного Прапора, яким нагороджене місто Маріуполь. |
| Монумент молодому Куїнджі                                                               |      | на перетинанні проспектів Миру й Металургів біля підземного переходу |                  | Скульптор Полоник Василь Петрович працював над новим монументом з власної волі. За задумом зажадав створити монумент молодому художникові, що молодим покинув місто. Фігуру Куїнджі подано осучаснено, у вигляді погруддя. Монумент урочисто відкрито в Маріуполі 26 квітня 1984 року.                                                                        |
| Володимиру Висоцькому                                                                   |      | проспект Миру, біля Будинку Зв'язку                                  | 2003             | У 2003 році на проспекті Миру встановлена фігура поета і актора Володимира Семеновича Висоцького в образі Жеглова з кінофільму «Місце зустрічі змінити не можна». На лицьовій стороні постаменту на металевій пластині напис: "Одноплемінники, надайте честь, закресліть «був», напишіть «є». З рук Жеглова із завидною регулярністю виривається пістолет.    |
| Тарасу Григоровичу Шевченку                                                             |      | на перетинанні бульвару Шевченко й проспекту Металургів              | 2001             | Відкритий 24 серпня 2001 [року до Дня незалежності України. Український скульптор з міста Житомир Вітрик Олександр Павлович. |
| Тарасу Григоровичу Шевченку                                                             |      | проспект Миру                                                        |                  | |
| Олександру Пушкіну                                                                      |      | проспект Металургів, біля Палацу Культури «Маркохім»                 |                  | |
| Макару Мазаю                                                                            |      | вулиця Бодрова, на розі з Нікопольським проспектом                   | 1948             | Пам'ятник відкритий 6 листопада 1948 року. Скульптор А. Ю. Чубін і архітектор О. К. Плескотів. |
| Визволителям Донбасу                                                                    |      | площа Воїнів-Визволителів                                            | 2002             | |
| Знак «ленінівському комсомолу» (знято з держреєстру)                                    |      | проспект Нахімова, біля кінотеатру «Комсомолець»                     | 1968             | Відкритий 29 жовтня 1968 року на честь 50-річчя ВЛКСМ. Скульптор А. А. Стемпковський, архітектор Е. М. Сорин. |
| Григорію Горбаню                                                                        |      | вулиця Українського Козацтва                                         |                  | |
| Кузьмі Апатову                                                                          |      | вулиця Італійська                                                    | 1968             | Пам'ятник Кузьмі Апатову — командиру першого Маріупольського ударного радянського батальйону, сформованого у квітні 1919 року для захисту міста від банд Денікіна. Відкритий в 1968 році. Скульптор А. А. Стемпковський, архітектор Е. М. Сорин |
| Толя Балабуха                                                                           |      | проспект адмірала Н. А. Луніна                                       | 1965             | Пам'ятник піонеру-герою Толі Балабусі. Скульптор — вчитель Маріупольської середньої школи № 31 Л. Т. Марченко. Пам'ятник побудований на кошти школярів. |
| Бронекатер                                                                              |      | Парк культури й відпочинку ім'я 50-річчя Жовтня                      | 1974             | Встановлений 10 вересня 1974 року. У нижній частині постаменту — меморіальна дошка з написом: «Морякам — десантникам присвячується. На честь 30-річчя визволення України від німецько-фашистських загарбників». Скульптор В. Л. Пацевич, архітектор В. С. Соломін.                                                                                            |
| Воїнам 4-го механізованого корпусу                                                      |      | вулиця Карпинського                                                  |                  | Архітектор А. Д. Клюєв |
| «Борцям за радянську владу» (знято з держреєстру)                                       |      | Театральна площа                                                     | 1967             | Відкритий в 1967 році в Іллічівському районі. Скульптор А. А. Стемпковський |
| Героям Радянського Союзу, льотчикам майору В. Г. Семенишину й капітану М. Ю. Лавицькому |      | Міськсад                                                             |                  | Тут поховані льотчики 9-ї гвардійської Маріупольської винищувальної авіадивізії, Герої Радянського Союзу, Семенишин В.Г. і Лавицький М.Ю., загиблі при виконанні бойових завдань. |
| Воїнам 9-ї авіаційної дивізії                                                           |      | проспект Миру                                                        | 1973             | Винищувач МіГ-17. Встановлений 10 вересня 1973 року (архітектор А. Д. Клюєв) |
| Пам'ятний знак воїнам 221-ї маріупольської й 130-ї таганрозької дивізій                 |      | Морський бульвар                                                     | 1975             | Встановлений 6 листопада 1975 року на Комсомольському бульварі. На постаменті — 76-міліметрова артилерійська гармата. У підніжжя — вогонь Вічної слави. (архітектор А. Д. Клюєв) |
| Азовсталівцям, загиблим у Великiй Вiтчизнянiй Вiйнi                                     |      | Біля центральної прохідної заводу «Азовсталь»                        | 1967             | Скульптор В. Д. Батяй |
| Героям громадянської війни                                                              |      | Міськсад                                                             |                  | Пам'ятник над братською могилою героїв громадянської війни |
| Жертвам фашизму                                                                         |      | вулиця Лавицького                                                    | 1964             | Перед стелою горить Вічний вогонь. Скульптори Ірина Снурникова і Вікторія Пацевич, архітектори Володимир Щербань, Оскар Плесков і Ірина Проворотова. |
| Ленінівцям, що загинули в роки Великої Вітчизняної Війни, ложка                         |      | вул. Семашка, біля ПК ім. Карла Маркса                               |                  | |
| Патріотам-ленінівцям (знято з держреєстру)                                              |      | проспект Ілліча                                                      |                  | 7 березня 1942 року тут були розстріляні 43 працівника заводу імені Ілліча, 1 квітня повішені комсомольці Олександр Кравченко, Віктор Мамич і Василь Долгополов. (Архітектор А. Д. Клюєв) |
| Монумент на честь бойових подвигів моряків Азов'я                                       |      |                                                                      | 1967             | Пам'ятник на високому березі, де в 1920 році (в 1941 теж) стояла батарея, що прикриває підступи до міста, двадцятиметровий обеліск унизу прикрашений барельєфами, що відображають бойові епізоди з життя моряків Азовья часів Громадянської і Великої Вітчизняної воєн. Відкритий в 1967 році на честь 50-річчя Великого Жовтня (скульптор И. С. Баранников). |
| Жертвам Голодоморів та політичних репресій                                              |      | перехрестя пр. Миру і вул. Університетська                           | 2004             | Архітектори В. Земляной, С. Руденко, Ю. Сагиров, К. Акуленко, А. Пинчуков |
| Жертвам Чорнобильської катастрофи                                                       |      | бульвар Богдана Хмельницького                                        |                  | |
| Митрополиту Ігнатію                                                                     |      |                                                                      |                  | Художники-монументалісти Валентин Константинов і Лев Кузьмінков |
| Крокодилу Годзилі                                                                       |      |                                                                      | 2008             | |
| Карпову Володимиру Федоровичу                                                           |      | пл. Машинобудівників, біля центральних прохідних ВАТ «Азовмаш».      | 2002             | Пам'ятники Володимиту Карпову, директору заводу «Ждановтяжмаш». |
| «Серп і молот» (знято з держреєстру)                                                    |      |                                                                      |                  | На табличці напис російською мовою «Тут, в колишньому кінотеатрі, 21 жовтня 1917 року відбулось засідання маріупольської ради робітничих і селянських депутатів, що прийняла резолюцію про перехід влади в руки рад» |
| Погруддя Короленка В. Г.                                                                |      | проспект Миру                                                        | 1966             | |
| 500-річчя Українського козацтва                                                         |      |                                                                      |                  | Встановлено на місці сторожового поста Кальміус, центру Кальміуської паланки запорозьких козаків |
| Воїнам 221-ї стрілецької дивізії                                                        |      | проспект Будівельників                                               |                  | 10 вересня 1943 року війська Південного фронту відвоювали Маріуполь. У боях особливо відзначилась 221-ша стрілецька дивізія, названа «Маріупольська» |
| Гурову Миколі Олексійовичу                                                              |      | проспект Металургів, парк Гурова                                     |                  | Пам'ятник Гурову Миколі Олексійовичу, радянському господарському керівнику, директору Криворіжсталі та Маріупольського металургійного заводу імені Ілліча. |
| Героям-маріупільцям                                                                     |      | Приморський парк                                                     |                  | На стіні викарбувані імена 38 маріупольців, Героїв Радянського Союзу. |
| 60-річчю перемоги у війні                                                               |      | вул. Зелінського, в дворі Електротранспортного технікуму             |                  | |
| Пам'ятник князю Святославу                                                              |      | площа Свободи                                                        | 2015             | |
| Пам'ятний знак на місці козацької Домахи та Кальміуської слободи                        |      |                                                                      |                  | Відкриття пам'ятника приурочене до роковин перемоги князя Святослава над Хозарським каганатом. |

## Колишні
| Назва                        | Дата встановлення | Дата знесення                              | Розташування                                   | Фото | Короткі відомості |
| Андрію Жданову               | 1965              | 1990                                       |                                                |      | Скульптор В. Е. Далецький і архітектор С. М. Куповський |
| Леніну (знято з держреєстру) | 22 квітня 1987    | 15 серпня 2014 року                        | на перетині проспектів Миру й Будівельників    |      | Відкритий на честь 117-х роковин з дня народження В. І. Леніна. 8-метрова фігура була розташована на гранітному постаменті, який лежить на підніжжі заввишки 0,75 м. На правій стороні монумента встановлений гранітний куб з бронзовим барельєфом на тему металургії. Плита і куб з'єднуються залізобетонною балкою, фанерованою титановим прокатним листом. На пам'ятнику напис в авторському стилі: У нас створюються такі центри як «Югосталь»… Ми тут бачимо запоруку успіху величезну… Ми стоїмо на вірному шляху, і, напружуючи всі сили, ми можемо сподіватися, що підйом стане ще вищий… |
| Леніну (знято з держреєстру) | 20 серпня         | 2014 демонтовано для реставрації           | проспект Перемоги                              |      | |
| Леніну (знято з держреєстру) | 1956              | 20 серпня 2014 демонтовано для реставрації | перед входом в парк ім. Г. І. Петровського.    |      | |
| Леніну (знято з держреєстру) | Невідомо          | 26 серпня 2014 року                        | сквер біля прохідних воріт заводу імені Ілліча |      | |